# آیتاچ شاشماز

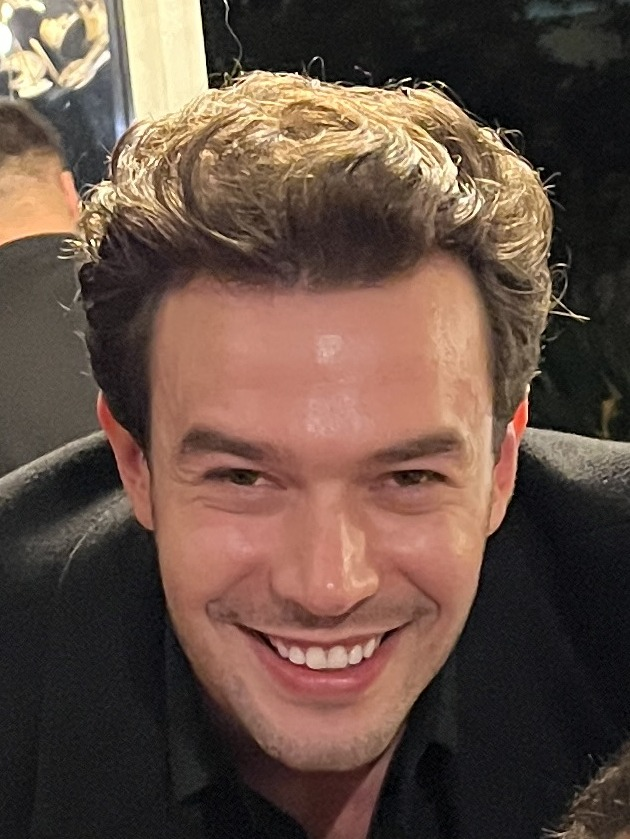

آیتاچ شاشماز (زادهٔ ۴ اوت ۱۹۹۸) بازیگر اهل ترکیه است.فارغ التحصیل رشته تئاتر از دانشگاه هالیچ میباشد، که از ۱۹ سالگی بازیگری را آغاز کرد و با سریال «حکیم اوغلو» (Hekimoglu) به شهرت رسید.
آیتاچ شاشماز در مانیسا زاده شد. برادرش اسماعیل اگه شاشماز نیز بازیگر است.درس بازیگری خود را نزد هاکان آتالای فرا گرفت، سپس وارد تئاتر شد
او در نمایشنامه هایی چون اوستا، نصرالدین و جادوگران شکلات، مرگ و آیا تا به حال کرم شب تاب دیدید؟ حضور داشته است.
   پس از ایفای نقش در سریال تلویزیونی قول، او با بازی در سریال حکیم اوغلو، اقتباسی از سریال آمریکایی هاوس، بیشتر به شهرت رسید.
در سال ۲۰۲۱، او اولین نقش اصلی خود را در نقش بورا دوروسوز در مجموعه تلویزیونی کمدی رمانتیک بازی بخت در مقابل جمره بایسل بازی کرد. شاشماز و بایسل در حین فیلمبرداری سریال وارد رابطه شدند پس از مدتی از یکدیگر جدا شدند. اما چند روز پیش طبق گفته ی خبرگزاری takvim ترکیه پس از ۱.۵ سال دوباره آشتی کردند و این دو بازیگر با گذاشتن پستی، این را تایید کردند.
```
[
۵
]
```

## فیلم شناسی
| ۲۰۱۷–۲۰۱۹ | قول                        | فیض الله آلتی پرمک | نقش مکمل |       |       |       |       |       |
| ۲۰۱۹–۲۰۲۱ | حکیم اوغلو                 | امره آکار          | نقش اصلی |       |       |       |       |       |
| ۲۰۲۱      | بازی بخت                   | بورا دوروسوز       | نقش اصلی |       |       |       |       |       |
| ۲۰۲۲      | آشفته (Darma Duman)        | اورن               | نقش اصلی | سریال | سریال | سریال | سریال | سریال |
| سال       | عنوان                      | نقش                | یادداشت  |       |       |       |       |       |
| ۲۰۱۷      | پسر بد                     |                    | نقش مکمل |       |       |       |       |       |
| ۲۰۱۹      | عشق تصادفات را دوست دارد ۲ | Der Junga Niko     | نقش اصلی |       |       |       |       |       |
| ۲۰۲۲      | اولین گوکتورک              | ایستمی خان         | نقش اصلی |       |       |       |       |       |